# Talley's Folly
Talley's Folly è un'opera teatrale del drammaturgo statunitense Lanford Wilson, vincitrice del Premio Pulitzer per la drammaturgia nel 1979. Insieme a Fifth of July (1978) e Talley & Son (1985), Talley's Folly fa parte della "Talley Trilogy", una trilogia sulla famiglia Talley nel Missouri rurale.

## Trama
Alla fine della seconda guerra mondiale Matt Friemdna, un immigrato ebreo che ha passato la vita tenendo gli altri a distanza, torna nella piccola cittadina dove incontrò Sally Talley. Sally è diversa dalla sua famiglia e dai suoi amici, protestanti e conservatori: è un'infermiera sinceramente preoccupata per il futuro del paese. Dopo aver trascorso la vita pensando di non trovare mai un posto a cui appartenga, Matt si fa coraggio e decide di chiedere Sally in sposa.